# Aspila fervens
Aspila fervens là một loài bướm đêm trong họ Noctuidae.